# Georgsberg
Georgsberg est une commune autrichienne du district de Deutschlandsberg en Styrie.